# Shinji Hosokawa
Shinji Hosokawa (jap. 細川伸二, Hosokawa, Shinji; * 2. Januar 1960 in der Präfektur Hyōgo) ist ein ehemaliger japanischer Judoka. Er war 1984 Olympiasieger und 1985 Weltmeister im Extraleichtgewicht, der Gewichtsklasse bis 60 Kilogramm.
Der 1,57 m große Hosokawa gewann 1978 und 1980 bei den Studentenweltmeisterschaften. In den nächsten Jahren gewann er einige internationale Turniere, seine erste große internationale Meisterschaft waren die Olympischen Sommerspiele 1984 in Los Angeles. Nach zwei Ipponsiegen in den ersten beiden Kämpfen besiegte er im Viertelfinale den Italiener Felice Mariani mit einer Juko-Wertung. Im Halbfinale gegen den Briten Neil Eckersley benötigte Hosokawa dann nur 51 Sekunden. Im Finale siegte Hosokawa durch Ippon nach 1:09 Minuten gegen den Südkoreaner Kim Jae-yup.
Bei den Weltmeisterschaften 1985 in Seoul siegte Hosokawa im Halbfinale über den Ungarn Tamás Bujkó und im Finale über den Deutschen Peter Jupke. Zwei Jahre später bei den Weltmeisterschaften 1987 in Essen gewann der Japaner das Halbfinale gegen den Brasilianer Sergio Pessoa, im Finale unterlag er Kim Jae-yup.
Hosokawas letztes großes internationales Turnier waren die Olympischen Spiele 1988 in Seoul. Er gewann seine ersten drei Kämpfe durch Ippon, unterlag aber im Halbfinale Kevin Asano   aus den Vereinigten Staaten durch Kampfrichterentscheid (Yusei-Gachi). Im Kampf um Bronze besiegte er den Taiwaner Sheu Tsay-chwan nach 1:08 Minuten.
Shinji Hosokawa ist Inhaber des 8. Dan. Er trainierte den dreifachen Olympiasieger Tadahiro Nomura und war Mitglied verschiedener Kommissionen der International Judo Federation.